# Nineta carinthiaca
Nineta carinthiaca is een insect uit de familie van de gaasvliegen (Chrysopidae), die tot de orde netvleugeligen (Neuroptera) behoort. 
Nineta carinthiaca is voor het eerst wetenschappelijk beschreven door Hölzel in 1965.